# Galați (okręg Hunedoara)
Galați – wieś w Rumunii, w okręgu Hunedoara, w gminie Pui. W 2011 roku liczyła 461 mieszkańców.